# William John Patterson

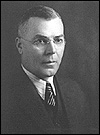
William John Patterson

William John Patterson (* 13. Mai 1886 in Grenfell, Saskatchewan; † 10. Juni 1976 in Regina, Saskatchewan) war ein kanadischer Politiker. Er war vom 1. November 1935 bis zum 10. Juli 1944 Premierminister der Provinz Saskatchewan. Darüber hinaus war er von 1935 bis 1946 Vorsitzender der Saskatchewan Liberal Party. Von 1951 bis 1958 war er als Vizegouverneur tätig.

## Biografie
Der Sohn eines Vorarbeiters der Canadian Pacific Railway wurde im Ort Grenfell geboren, das damals noch zu den Nordwest-Territorien gehörte. Nach seinem Schulabschluss im Alter von 15 Jahren arbeitete Patterson zunächst für die Dominion Bank, später für die Telefongesellschaft der Provinz Saskatchewan. 1909 trat er den Freimaurern bei. Als Offizier der Kavallerie wurde Patterson 1916 während des Ersten Weltkriegs nach Europa geschickt. Im September 1918 wurde er in Frankreich verwundet. Nach Kriegsende kehrte er nach Saskatchewan zurück und eröffnete ein Büro für Versicherungs- und Finanzdienstleistungen.
1921 kandidierte Patterson im Wahlkreis Pipestone erfolgreich um einen Sitz in der Legislativversammlung von Saskatchewan. Von 1926 bis 1929 gehörte er dem Kabinett von James Garfield Gardiner an und war Finanzminister sowie Minister für Telefone und Telegrafen. Ab 1934 vertrat er den Wahlkreis Cannigton und war wiederum Finanzminister. Als Gardiner zurücktrat, um kanadischer Landwirtschaftsminister zu werden, übernahm Patterson am 1. November 1935 das Amt des Regierungschefs.
Patterson wurde mit den Folgen der Weltwirtschaftskrise konfrontiert. Seine Regierung konnte den durch den völligen Zusammenbruch der Landwirtschaft drohenden Staatsbankrott abwenden und versuchte, mit Sozialprogrammen die größte Not zu lindern. Sie führte eine Verbrauchssteuer zur Stützung des Bildungswesens ein, erlaubte den Arbeitern, sich in Gewerkschaften zusammenzuschließen und erließ verbesserte Bestimmungen im Arbeitsrecht. Patterson selbst war zwar in der Bevölkerung beliebt, seine Regierung galt aber insgesamt als ausgesprochen uninspiriert und mutlos. Bei den Wahlen im Juni 1944 sank der Wähleranteil der Liberalen um über zehn Prozent. Patterson blieb bis zum 10. Juli 1944 im Amt und übergab es an Tommy Douglas von der sozialistischen Co-operative Commonwealth Federation.
Bis 1946 blieb Patterson Vorsitzender der Liberalen, bis 1949 Abgeordneter in der Legislativversammlung. Anschließend gehörte er der föderalen Verkehrskommission an. Vom 25. Juni 1951 bis zum 3. Februar 1958 war er Vizegouverneur und somit Vertreter der Königin von Kanada in seiner Provinz. Danach zog er sich aus der Öffentlichkeit zurück.